# 二乘解脫道
解脫道，佛教術語，在大乘佛教理論中，指佛法修行兩個主要的法道之一（另一則是佛菩提道，佛菩提道的修行內容涵蓋了解脫道的所有內容)。解脫道的內容即是二乘菩提的修行法道，包含緣覺道以及聲聞道的修行，不再受業力與無明的牽制，滅除眾生所有能障礙生死的煩惱(即煩惱障)，而得解脫的智慧，能證涅槃果，不受後有，出離三界六道生死的輪迴，是為阿盧漢。
二乘解脫道的修行目標就是逃避在三界世間中不斷生死流轉之苦，試圖滅盡會使之投生至六道的種子，入無想天或佛境不動處而得長久的安寧。二乘的解脫道只能使人成為阿羅漢而不能使人成為佛陀。漢傳佛教聖典《楞嚴經》甚至宣稱阿羅漢皆為外道，經數萬大刼之後，便會再入輪迴。

## 二乘解脫道的修行內涵

### 聲聞道
四聖諦、八正道

### 緣覺道
因緣法（十二因緣法、十因緣法）

## 二乘解脫道的居處

### 色界天
《經律異相》及《地藏菩薩本願經》宣稱在阿迦膩吒天上方還有摩酰首羅天。摩酰首羅天可能被視為 受到梵我外道所崇信的、認為三界均屬於祂的摩醯首羅天 的居處。 另一方面，《華嚴經》宣稱摩酰首羅天是十地菩薩的生處，這可能是由《阿含經》所提出的阿那含生於五淨居天這一説法所演變而成的。
大乘佛教認為無想天是阿羅漢的居處。在早期佛教教義中，證得四果的人在去世之後便成為阿盧漢，之後馬上在湼槃城入滅，從至不受後有。然而，大乘佛教認為小乘佛教信奉者所能成為的阿羅漢雖因滅掉了識心一事而得以在無想天長期處在無想定中，但其實尚未出離世間。《楞嚴經》宣稱如果阿羅漢願意皈向大乘佛法，便被稱為迴心大阿羅漢，反之則被稱為不迴心鈍阿羅漢，後者可能會在日後進入無色界天並致力研究空理，但祂們會在壓制六識的生起時通過第七識執取所謂的我法為自我，是為法我，並且因此而迷失，經歷數萬大刼之後便會重入輪迴之中。
有説法聲稱藏傳佛教的一些信奉者認為悉達多太子其實只是居住在色究竟天的釋迦牟尼佛所幻現出來的。聲稱自己信奉黃教的蓮生活佛曾經宣稱他在神識出身的時候見到釋迦牟尼佛的報身在位於色究竟天的大雷音寺裏，他也宣稱釋迦牟尼佛至今仍然通過報身在那𥚃向居住在該處的佛門弟徒講論佛法。

## 二乘解脫道所證涅槃

### 有餘涅槃
世尊的開示在《增壹阿含經》中。世尊說明滅五下分結的三果人所證得的涅槃是有餘涅槃界，尚有待斷的煩惱障應斷，尚有待修的梵行應修，所以三果人雖證涅槃，仍無法於捨壽時當下取證無餘涅槃，所以說他所證的涅槃名為有餘。三果人因此緣故，必須捨報後生起中陰身，再於中陰階段取無餘涅槃，名為中般涅槃；或是往生到下一世去，在下一世的初禪天中捨報而取無餘涅槃；乃至證量最差的上流處處般涅槃，都是尚有餘思惑待斷的，所以稱為有餘涅槃。這個有餘涅槃的說法，與一般的說法不同；一般都說阿羅漢未入涅槃以前，尚有老、病、冷、熱、飢、渴等微苦餘存，故名有餘涅槃，這是佛教界一般大師們的說法。

### 無餘涅槃
《增壹阿含經》:「比丘盡有漏成無漏，意解脫、智慧解脫，自身作證而自遊戲：生死已盡，梵行已立，更不受有，如實知之，是謂為無餘涅槃界。」可見只有到了第四果時一切思惑斷盡無餘了，絕不會再有中陰身生起了，更不會再領受下一世的五陰或四陰了-更不受有-這個涅槃才是無餘涅槃界，所以一切阿羅漢、辟支佛所證的都是無餘涅槃，是在捨壽前就已經證得無餘涅槃了!不因為捨壽前仍有冷熱飢渴等苦作為所依而說為有餘涅槃。因為阿羅漢、辟支佛的應斷煩惱、應修梵行都已經完成了，在解脫道中已無所餘待斷、待修的法了。

#### 滅盡五陰方是無餘涅槃
所謂無餘涅槃，乃是滅除五陰，唯餘涅槃之本際(本識如來藏)獨存，不是以五陰中的任何一法進入無餘涅槃中，也就是說識陰六識中的任何一法(譬如離念靈知心)都是要全部滅盡的。阿羅漢在捨壽時，識陰六識及意根全皆滅盡，永不復起，已沒意根來主導了，本識就不會再受生於三界中出生名色，三界中再也找不到他的本識所在了，這就稱為無餘涅槃。由此緣故，說無餘涅槃乃是滅除一切五陰之後，本識不再受生於三界中，所以不再有後世的任何一陰、任何一識生起，十八界永遠滅盡而不再有來世的新五陰、新意識了，這才是無餘涅槃的無境界境界。

#### 滅盡六入方是無餘涅槃
眾生所以會流轉生死痛苦無量，都是由於識陰所熏習、所造業而導致的，因此而愛著識陰所擁有的六入；若是知道解脫生死的唯一途徑就是滅除全部名色自己，那識陰相應的無明滅除了，識陰六識不再造作種種行業，就不會再有未來世識陰出生的動力存在了，死後不再去入胎受生，就不會有未來世的名色出生，就沒有十二處而沒有了六入，就不會有觸、受、愛、取、有，也就不會有世世不停的生死痛苦繼續出現，那就是無餘涅槃。

#### 十八界捨已方證無餘涅槃
由於有餘涅槃尚未入無餘涅槃之時，這時的蘊處界的寒熱、飢渴、痛癢...仍然都存在，所以有餘涅槃位是相待而且有對的境界；
也還有智慧、解脫明...與無明相待的法，因此而使阿羅漢在入無餘涅槃之前，能有聲聞的無生智可以為人宣說而度人同證有餘涅槃。但是無餘涅槃的特性卻是絕待而且無對的，所以無餘涅槃中除了本際獨存外，實無任何一法可以繼續留存，故說滅盡十八界法已，方能取證無餘涅槃。
由於二乗聖人不能現前證得本際觀自在的境界，所以對生死苦會有恐懼，佛陀只好教他們入無餘涅槃的正理:滅盡五蘊、六入、十二處、十八界、名色，不存任何一法，只剩入胎識真心獨存。所以才會說棄捨十八界法而入無餘涅槃的正理。如是無餘涅槃位中無一切法存在，不與任何一法相待、相對，是故無餘涅槃是絕待的，不是有待之法。如是境界乃是無境界之境界，卻不是斷滅空；是滅盡一切法之境界相，唯獨第八識如來藏心，離六塵、離見聞覺知及思量性而獨存，故不可以想要把離念靈知意識心保留著來進入無餘涅槃。
所以滅盡十八界而成為無餘涅槃，出離三界生死的正理，講的正是不許有自我、自己存在，也不許有六塵、萬法的存在、否則就是有我，不是實證無餘涅槃，不是真的出離生死苦。以上佛在阿含部的經典中已有開示，二乘人不能證菩薩所證之本來自性清淨涅槃，更不能證佛地所證的無住處涅槃。

## 二乘解脫道的修行位階及果證

### 緣覺道
- 辟支佛果

### 聲聞道
- 初果：須陀洹
- 二果：斯陀含
- 三果：阿那含
- 四果：阿羅漢[17]

## 二乘解脫道與解脫
- 初果：見地-斷三縛結，即是我(身)見、疑見、戒禁取見，不再認定五陰色身及六識是真實常恆不壞的自我了。
- 二果：薄地-所斷煩惱為減低欲界煩惱之貪著，令貪、瞋、痴淡薄，名為薄貪瞋癡，但還離不開欲界貪愛。
- 三果：離地，心解脫-所斷煩惱為五下分結，即是欲貪、瞋恚、我見、戒禁取見、疑見。
- 四果：俱解脫、慧解脫-四果所斷煩惱為五上分結，即是色界貪、無色界貪、掉舉、慢、無明。

## 三乘菩提道之分類
- 大乘：菩薩道
- 二乘：解脫道
  - 緣覺菩提
  - 聲聞菩提

緣覺菩提、聲聞菩提合稱二乘菩提